# Danilo Hondo
Danilo Hondo (Cottbus, 4 de enero de 1974) es un deportista alemán que compitió en ciclismo en la modalidad de ruta; aunque también disputó carreras de pista, en la prueba de persecución por equipos. Ganó dos medallas en el Campeonato Mundial de Ciclismo en Pista, oro en 1994 y bronce en 1996. En carretera su mayo éxito es la victoria en dos etapas del Giro de Italia 2001.

## Biografía
Danilo fue profesional desde 1997 de la mano del equipo de Agro-Adler, y cuenta en su palmarés con unas sesenta victorias.
En 2005 fue suspendido tras dar positivo por carfedón en la Vuelta a Murcia. Originalmente fue suspendido por dos años, pero se redujo a un año en junio de 2005. En enero de 2006, Hondo apeló la sanción ante el Tribunal de Arbitraje del Deporte, ganando su caso en un tribunal civil, aunque la UCI desestimó este fallo e hizo efectiva la sanción de dos años.
En 2010 fichó por el Lampre, de categoría UCI ProTour. Su buen inicio de temporada le sirvió para renovar por dos temporadas más. El 1 de octubre de 2014 anunció su retirada del ciclismo tras 19 temporadas como profesional y con 40 años de edad.

## Medallero internacional
| Campeonato Mundial | Campeonato Mundial       | Campeonato Mundial | Campeonato Mundial      |
| Año                | Lugar                    | Medalla            | Competición             |
| ------------------ | ------------------------ | ------------------ | ----------------------- |
| 1994               | Palermo (Italia)         | Medalla de oro     | Persecución por equipos |
| 1996               | Mánchester (Reino Unido) | Medalla de bronce  | Persecución por equipos |

## Palmarés
| 1998 - 1 etapa de la Vuelta a Chile - 1 etapa de la Carrera de la Paz - 5 etapas del Sachsen-Tour 1999 - 3 etapas de la Carrera de la Paz 2000 - 2 etapas de la Carrera de la Paz - GP Buchholz 2001 - 1 etapa de los Tres días de La Panne - Tour de Berna - 2 etapas del Giro de Italia - 1 etapa de la Vuelta a Dinamarca - 1 etapa de la Vuelta a los Países Bajos 2002 - 1 etapa de la Volta a Cataluña - Campeonato de Alemania en Ruta - 1 etapa del Tour de Hesse - 1 etapa del Tour de Rhénanie-Palatinat 2003 - 2 etapas de la Carrera de la Paz 2004 - 1 etapa de los Tres días de La Panne - 4 etapas de la Vuelta a la Baja Sajonia - 1 etapa de los Cuatro Días de Dunkerque - 1 etapa de la Volta a Cataluña - Gran Premio Bruno Beghelli - GP Buchholz | 2005 - 2 etapas de la Vuelta a Murcia 2006 - Circuit de l'Escaut - 2 etapas de la Carrera de la Paz - Neuseen Classics - 2 etapas del Circuito Montañés - 1 etapa del Sachsen-Tour - 1 etapa del Regio-Tour 2008 - 1 etapa del Tour de Langkawi 2009 - 1 etapa de la Carrera de la Solidaridad y de los Campeones Olímpicos - 1 etapa de la Vuelta a Portugal - Praga-Karlovy Vary-Praga 2010 - 1 etapa del Giro de Cerdeña |

## Resultados en Grandes Vueltas y Campeonatos del Mundo
| Carrera         | Carrera         | 1997 | 1998 | 1999 | 2000 | 2001 | 2002  | 2003 | 2004  | 2005 | 2006 | 2007 | 2008  | 2009 | 2010  | 2011  | 2012 | 2013 | 2014  |
| --------------- | --------------- | ---- | ---- | ---- | ---- | ---- | ----- | ---- | ----- | ---- | ---- | ---- | ----- | ---- | ----- | ----- | ---- | ---- | ----- |
|                 | Giro de Italia  | —    | —    | —    | —    | 91.º | Ab.   | —    | —     | —    | —    | —    | 104.º | —    | Ab.   | Ab.   | —    | 96.º | 114.º |
|                 | Tour de Francia | —    | —    | —    | —    | —    | 104.º | —    | 106.º | —    | —    | —    | —     | —    | 135.º | 109.º | 86.º | —    | —     |
|                 | Vuelta a España | —    | —    | 90.º | Ab.  | 93.º | —     | —    | —     | —    | —    | —    | —     | —    | 108.º | —     | —    | —    | —     |
| Mundial en Ruta | Mundial en Ruta | —    | Ab.  | Ab.  | —    | Ab.  | 20.º  | —    | 14.º  | —    | —    | —    | —     | —    | 82.º  | 75.º  | —    | —    | —     |

—: no participa
Ab.: abandono

## Equipos
- Agro-Adler-Brandenburg (1997-1998)
- Team Telekom (1999-2003)
  - Team Deutsche Telekom (1999-2001)
  - Team Telekom (2002-2003)
- Gerolsteiner (2004-2005)[7]
- Team Lamonta (2006)[8]
- Tinkoff Credit Systems (2007)
- Serramenti PVC Diquigiovanni-Androni Giocattoli (2008)
- PSK Whirlpool-Author (2009)[9]
- Lampre (2010-2012)
  - Lampre-Farnese Vini (2010)
  - Lampre-ISD (2011-2012)
- RadioShack/Trek (2013-2014)
  - RadioShack Leopard (2013)
  - Trek Factory Racing (2014)